# ديفون ميلينغتون
ديفون ميلينغتون (بالإنجليزية: Devon Millington)‏ هو لاعب كرة قدم غياني في مركز الهجوم، ولد في 11 ديسمبر 1983 في غيانا. لعب مع Alpha United FC ‏.

## وصلات خارجية
- ديفون ميلينغتون على موقع قاعدة بيانات كرة القدم.إي يو (الإنجليزية)
- ديفون ميلينغتون على موقع ناشيونال فوتبول تيمز (الإنجليزية)